# Алекс Корретха
Алекс Корретха і Вердехай (кат. Àlex Corretja i Verdegay) — іспанський тенісист, олімпійський медаліст, переможець підсумкового турніру року, володар Кубка Девіса у складі збірної Іспанії. 
Бронзову олімпійську медаль  Корретха виборов на Сіднейській олімпіаді 2000 року в парних змаганнях, граючи разом із Албертом Костою.
Іспанська команда, до складу якої входив Корреттха, виграла Кубок Девіса 2000  року. З 2012 по 2013 Корретха був капітаном іспанської збірної.

## Загальна статистика

### Часовий графік результатів
| W | Ф | ПФ | ЧФ | #Р | КТ | К# | DNQ | A | NH |

| Турнір                                 | 1992              | 1993              | 1994              | 1995              | 1996              | 1997              | 1998 | 1999 | 2000 | 2001              | 2002              | 2003              | 2004              | 2005              | ТУ     | В-П   |
| -------------------------------------- | ----------------- | ----------------- | ----------------- | ----------------- | ----------------- | ----------------- | ---- | ---- | ---- | ----------------- | ----------------- | ----------------- | ----------------- | ----------------- | ------ | ----- |
| Турніри Великого шолома                |                   |                   |                   |                   |                   |                   |      |      |      |                   |                   |                   |                   |                   |        |       |
| Відкритий чемпіонат Австралії з тенісу |                   |                   |                   |                   | 2р                | 2р                | 3р   | 2р   | 2р   |                   | 1р                | 1р                | 2р                |                   | 0 / 8  | 8–8   |
| Відкритий чемпіонат Франції з тенісу   | 1р                | 1р                | 3р                | 4р                | 2р                | 4р                | Ф    | ЧФ   | ЧФ   | Ф                 | ПФ                | 1р                | 3р                |                   | 0 / 13 | 36–13 |
| Вімблдонський турнір                   |                   |                   | 2р                |                   | 2р                |                   | 1р   |      |      |                   |                   |                   | 1р                |                   | 0 / 4  | 2–4   |
| Відкритий чемпіонат США з тенісу       | 1р                | 1р                | 1р                | 2р                | ЧФ                | 3р                | 4р   | 1р   | 3р   | 3р                | 3р                | 1р                | 1р                |                   | 0 / 13 | 16–13 |
| В-П                                    | 0–2               | 0–2               | 3–3               | 4–2               | 7–4               | 6–2               | 11–4 | 5–3  | 7–3  | 8–2               | 7–3               | 0–3               | 3–4               | 0–0               | 0 / 38 | 61–38 |
| Чемпіонати закінчення сезону           |                   |                   |                   |                   |                   |                   |      |      |      |                   |                   |                   |                   |                   |        |       |
| Фінал ATP                              | Не кваліфікувався | Не кваліфікувався | Не кваліфікувався | Не кваліфікувався | Не кваліфікувався | Не кваліфікувався | П    | DNQ  | RR   | Не кваліфікувався | Не кваліфікувався | Не кваліфікувався | Не кваліфікувався | Не кваліфікувався | 1 / 2  | 5–3   |

## Значні фінали

### Олімпіади

#### Парний розряд: 1 бронзова медаль
| Результат | Рік  | Турнір                      | Покриття | Партнер       | Суперник                         | Рахунок       |
| --------- | ---- | --------------------------- | -------- | ------------- | -------------------------------- | ------------- |
| Бронза    | 2000 | Теніс на Олімпійських іграх | Тверде   | Альберт Коста | Девід Адамс Джон-Лаффньє де Ягер | 2–6, 6–4, 6–3 |

## Фінали турнірів Великого шолома

### Одиночний розряд: 2 (2 фінали)
| Результат | Рік  | Турнір                               | Покриття | Суперник        | Рахунок                 |
| --------- | ---- | ------------------------------------ | -------- | --------------- | ----------------------- |
| Поразка   | 1998 | Відкритий чемпіонат Франції з тенісу | Ґрунт    | Карлос Моя      | 3–6, 5–7, 3–6           |
| Поразка   | 2001 | Відкритий чемпіонат Франції          | Ґрунт    | Густаво Куертен | 7–6(7–3), 5–7, 2–6, 0–6 |

### Фінали підсумкового турніру сезону

#### Одиночний розряд: 1 (1 перемога)
| Результат | Рік  | Турнір             | Покриття   | Суперник   | Рахунок                 |
| --------- | ---- | ------------------ | ---------- | ---------- | ----------------------- |
| Перемога  | 1998 | Фінал ATP, Гановер | Тверде (i) | Карлос Моя | 3–6, 3–6, 7–5, 6–3, 7–5 |

### Фінали турнірів серії Мастерс

#### Одиночний розряд: 5 (2–3)
| Результат | Рік  | Турнір              | Покриття | Суперник          | Рахунок            |
| --------- | ---- | ------------------- | -------- | ----------------- | ------------------ |
| Поразка   | 1996 | Мастерс Гамбург     | Ґрунт    | Роберто Карретеро | 6–2, 4–6, 4–6, 4–6 |
| Поразка   | 1997 | Мастерс Монте-Карло | Ґрунт    | Марсело Ріос      | 4–6, 3–6, 3–6      |
| Перемога  | 1997 | Мастерс Рим         | Ґрунт    | Марсело Ріос      | 7–5, 7–5, 6–3      |
| Поразка   | 1998 | Мастерс Гамбург     | Ґрунт    | Альберт Коста     | 2–6, 0–6, 0–1 ret. |
| Перемога  | 2000 | Indian Wells Open   | Тверде   | Томас Енквіст     | 6–4, 6–4, 6–3      |